# Малхасян, Константин Иванович
Константи́н Ива́нович Малхася́н (19 апреля 1917, Москва, Российская империя — 15 ноября 2007, Ереван, Армения) — заслуженный штурман-испытатель СССР (23 сентября 1961), полковник (1956).

## Биография
Родился 19 апреля 1917 года (при поступлении в летную школу он умышленно изменил дату рождения на год назад для соответствия по возрасту — 24  июня (7 июля) 1916 год) в Москве. Детство и юность провёл в Ереване (Армения). Занимался авиамоделизмом, в 1929 году стал чемпионом Армении по авиамодельному спорту. В 1933 окончил 8 классов школы и курсы радистов в Ереване.
В 1933—1935 — начальник связи Ереванского аэропорта. Занимался планерным спортом. В 1937 окончил школу лётчиков-инструкторов Осоавиахима (в Армении). Работал штурманом-радистом в ГВФ.
Участник советско-финляндской войны 1939—1940 годов в качестве штурмана транспортного самолёта DC-3.
В армии с февраля 1941 года. Участник Великой Отечественной войны: в июне-сентябре 1941 — штурман-инструктор по радионавигации 212-го дальнебомбардировочного авиационного полка (Западный фронт); в сентябре 1941-январе 1942 — инструктор по радионавигации Управления 81-й авиационной дивизии дальнего действия; в январе-апреле 1942 — инструктор по радионавигации 748-го дальнебомбардировочного авиационного полка; в апреле 1942-январе 1944 — воздушный стрелок-радист отдельной авиаэскадрильи Управления Авиации дальнего действия; в январе-декабре 1944 — начальник связи флагманского корабля Командующего Авиацией дальнего действия Главного маршала авиации А. Е. Голованова.
В 1942 году участвовал в перегонке американских бомбардировщиков В-25 с Аляски и из Ирана в СССР. В 1943 году в качестве второго штурмана на самолёте DC-3 участвовал в доставке советской делегации на Тегеранскую конференцию. В 1944—1945 годах в качестве штурмана самолёта DC-3 участвовал в доставке на фронты членов Ставки Верховного Главнокомандования.
В 1944 году окончил Лётный центр Авиации дальнего действия, в 1945—1946 годах был в нём преподавателем по воздушной радионавигации. В 1946—1953 — флаг-штурман корабля командующего Дальней авиацией. Участвовал в испытаниях бомбардировщика Ту-4, в первых посадках Ту-4 на ледовые аэродромы в Арктике. В 1957 окончил курсы штурманов-испытателей при Школе лётчиков-испытателей.
С июня 1953 по май 1966 — штурман-испытатель ОКБ А. Н. Туполева. Участвовал в первом полёте и испытаниях Ту-91 (в 1954 году), Ту-16Р (в 1955 году), Ту-98 (в 1956 году), Ту-114 (в 1957 году), Ту-128 (в 1961 году). В 1956 году на самолёте Ту-98 в экипаже В. Ф. Ковалёва впервые на бомбардировщике достиг скорости звука. Участвовал в испытаниях бомбардировщиков Ту-4, Ту-16, Ту-95, Ту-96, Ту-98 и пассажирских самолётов Ту-104, Ту-116, Ту-124, Ту-134.
С июня 1966 года полковник К. И. Малхасян — в запасе. В 1966—1996 — заместитель начальника — флаг-штурман Управления Гражданской авиации Армении.
В 1988—1989 годах руководил полетами при ликвидации последствий землетрясения в Армении, а также в 1991—1994 годах участвовал в боевых действиях в Нагорном Карабахе, как начальник штаба 5-го авиакрыла аэропорта Эребуни.
Жил в городе Жуковский Московской области, с 1966 жил в Ереване (Армения). Умер 15 ноября 2007 года. Похоронен в Ереване.

## Мировые авиационные рекорды
К. И. Малхасян участвовал в установлении 27 мировых авиационных рекордов (из них 16 — в качестве второго штурмана):
- 6 сентября 1957 года — 2 рекорда грузоподъёмности (высота 11.221 м с грузом 20 тонн и максимальный груз в 20.053 кг, поднятый на высоту 2.000 м) на самолёте Ту-104А;
- 11 сентября 1957 года — 3 рекорда скорости (897,498 км/ч на 2.000-км замкнутом маршруте без груза, а также с грузом 1 и 2 тонны) и рекорд дальности полёта по замкнутому маршруту (2.002,6 км) на самолёте Ту-104А;
- 24 сентября 1957 года — 5 рекордов скорости (972,856 км/ч на 1.000-км замкнутом маршруте без груза, а также с грузом 1, 2, 5 и 10 тонн) на самолёте Ту-104А;
- 24 марта 1960 года — 8 рекордов скорости (871,38 км/ч на 1.000-км замкнутом маршруте без груза, а также с грузом 1, 2, 5, 15, 20 и 25 тонн) на самолёте Ту-114 (вторым штурманом);
- 1 апреля 1960 года — 8 рекордов скорости (857,277 км/ч на 2.000-км замкнутом маршруте без груза, а также с грузом 1, 2, 5, 15, 20 и 25 тонн) на самолёте Ту-114 (вторым штурманом).

## Награды
- 3 ордена Красного Знамени (5.11.1954, 3.11.1959, 22.07.1966)
- 2 ордена Отечественной войны 2-й степени (25.07.1945, 11.03.1985)
- 5 орденов Красной Звезды (7.12.1943, 20.06.1949, 14.01.1952, 29.04.1954, 12.07.1957)
- Орден Дружбы (3 мая 2005 года, Россия) — за заслуги в укреплении дружественных российско-армянских отношений и развитии экономического сотрудничества[1]
- 2 медали «За боевые заслуги» (19.05.1940, 31.07.1961)
- другие медали